# Luiza flygplats
Luiza flygplats är en flygplats vid orten Luiza i Kongo-Kinshasa. Den ligger i provinsen Kasaï Central, i den södra delen av landet, 800 km öster om huvudstaden Kinshasa. Luiza flygplats ligger 881 meter över havet. IATA-koden är LZA och ICAO-koden FZUG. Flygplatsen underhålls inte.